# Ghiacciaio Utstikkar
Il ghiacciaio Utstikkar è un ampio ghiacciaio situato sulla costa di Mawson, in Antartide. In particolare il ghiacciaio fluisce verso nord a partire dalle vicinanze del picco Moyes, fino a terminare nella lingua glaciale Utstikkar, tra la baia di Utstikkar, a est, e la baia di Allison, a ovest.

## Storia
Il ghiacciaio Utstikkar è stato mappato da cartografi norvegesi grazie a fotografie aeree scattata durante la spedizione antartica comandata da Lars Christensen nei mesi di gennaio e febbraio del 1937 ed è stato battezzato con il nome di "Utstikkar", che in norvegese significa "sporgenza".